# Walter Bedell Smith
El General Walter Bedell "Beetle" Smith GBE KCB (5 d'octubre de 1895 – 9 d'agost de 1961 va ser el Cap d'Estat Major durant la Comandància d'Eisenhower del SHAEF i Director de la CIA entre 1950 i 1953. També serví com a Ambaixador dels Estats Units a la Unió Soviètica entre 1946 i 1948.

## Biografia
Smith va iniciar la seva carrera militar com a Soldat ras a la Guàrdia Nacional d'Indiana. Continuà el seu servei durant la I Guerra Mundial a la 4a Divisió d'Infanteria com a oficial de reserva. Va ser enviat a França.
Quan el General George Marshall esdevingué el Cap de l'Estat Major de l'Exèrcit, cridà a Smith (llavors Major) per ser Assistent de Secretari de l'Estat Major General. Esdevingué Secretari al setembre de 1941 i al febrer de 1943 esdevingué Secretari del Cap de l'Estat Major Combinat. Tot just abans de la invasió del nord d'Àfrica, Marshall l'envià a Anglaterra perquè assistís al Comandant Suprem Aliat Dwight Eisenhower com a Cap de l'Estat Major. Va seguir en aquest càrrec fins al Dia de la Victòria a Europa, incloent la preparació per a la rendició incondicional alemanya.
Smith tenia una reputació de director brusc, i sovint se l'anomenava com "el barrut d'Eisenhower". Per exemple, quan el General George Patton necessitava ser disciplinat, Smith va haver d'encarregar-se de donar-li les males notícies. Era sabut que era un segregacionista, i va fer palesos els seus dubtes sobre l'eficàcia dels soldats negres en combat (es diu que ell va ser el responsable de mantenir-lo fora dels papers de combat mentre que mantingué la seva influenciadora posició de cap de l'Estat Major del Comandant Suprem Aliat.
Smith deixà l'Exèrcit i serví com a Ambaixador Americà a la Unió Soviètica entre 1946 i 1949. El 1949 tornà al servei actiu, sent promocionat a General i assumí la comandància del Primer Exèrcit Americà a Nova York. El 1950, el President Harry Truman el trià com a Director de la Intel·ligència Central (cap de la CIA), a on serví fins a 1952. es retirà de l'Exèrcit en abandonar el càrrec de Director de la CIA el 9 de febrer de 1953. També serví com a Sots-secretari d'Estat entre 1953 i 1954 i tingué un paper principal a la creació de l'Agència Nacional de Seguretat.
Va morir d'un atac de cor el 9 d'agost de 1961 a Washington DC. Va ser enterrat al Cementiri Nacional d'Arlington.
Diversos comandants superiors de la Segona Guerra Mundia, com Patton o Bradley entre d'altres, tendeixen a dibuixar-lo desfavorablement. Si bé era un administrador rude però efectiu, és més recordat per ser un excepcional professional com a oficial d'estat major, però no pas un home estimat pels seus iguals o els seus subordinats.

## Condecoracions
- Medalla del Servei Distingit a l'Exèrcit
- Medalla de la Victòria a la I Guerra Mundial
- Medalla de la Campanya Europea-Africana-Orient Mitjà
- Medalla de la Victòria a la II Guerra Mundial
- Comandant de l'Orde del Bany (Regne Unit)
- Gran Creu de l'Orde de l'Imperi Britànic

 Gran Creu de l'orde de la Corona